# Gilles Deleuze
Gilles Deleuze (IPA: [ʒil dəløz]) (n. 18 ianuarie 1925, Paris, Île-de-France, Franța – d. 4 noiembrie 1995, Paris, Île-de-France, Franța) a fost unul dintre cei mai importanți și influenți filosofi francezi, din a doua jumătate a secolului al XX-lea. Opera sa include studii de filosofie, politică, artă, cinematografie și literatură.
Cele mai importante lucrări ale sale sunt Capitalism and Schizophrenia: Anti-Oedipus (1972) și A Thousand Plateaus (1980), ambele scrise împreună cu Félix Guattari.

## Ediții în limba română
- Diferență și repetiție, traducere de Toader Saulea Editura Babel, București, 1995;
- Ce este filosofia? (împreună cu Félix Guattari), Editura Pandora-M, Târgoviște, 1998;
- Foucault, traducere de Bogdan Ghiu, Editura Idea, Cluj-Napoca, 2002;
- Nietzsche, traducere și postfață de Bogdan Ghiu, Editura ALL, București, 2002;
- Tratative, traducere de Bogdan Ghiu și Ovidiu Țichindeleanu, Editura Idea, Cluj-Napoca, 2005;
- Nietzsche și filosofia, traducere Bogdan Ghiu, Editura Fundației Culturale Ideea Europeana, București, 2005;
- Kafka. Pentru o literatură minoră (împreună cu Félix Guattari), traducere și postfață de Bogdan Ghiu, Editura Art, București, 2007;
- Capitalism și schizofrenie. Anti-Oedip (împreună cu Felix Guattari), traducere Bogdan Ghiu, Editura Paralela 45, Pitești, 2008;
- Cinema 1. Imaginea-miscare, traducere de Bogdan Ghiu, Editura Tact, Cluj-Napoca, 2012;
- Cinema 2. Imagine-timp, traducere Bogdan Ghiu, Editura Tact, Cluj- Napoca, 2013;
- Mii de platouri, (împreună cu Felix Guatari), traducere de Bogdan Ghiu, Editura Art, București, 2013;
- Dialoguri (cu Claire Parnet), traducere Bogdan Ghiu, Editura Comunicare.ro, București, 2017.